# Kasah
Kasah is een bestuurslaag in het regentschap Ogan Ilir van de provincie Zuid-Sumatra, Indonesië. Kasah telt 852 inwoners (volkstelling 2010).